# Lécesné Mesterházi-Nagy Márta
Léces Károlyné Mesterházi-Nagy Márta (Léces Márta) (Budapest, 1930. október 13. – Érd, 2006. január 8.) magyar könyvtáros, könyvtárigazgató-helyettes. A Budapesti Műszaki Egyetem Központi Könyvtárának egykori főmunkatársa, a Gyarapítási osztály osztályvezetője (1971–1986), a könyvtár igazgató-helyettese (1988–1991), majd főigazgató-helyettese (1988-1991).

## Életpályája
1953–1992 között a Budapesti Műszaki Egyetem Központi Könyvtárában dolgozott. 1969–1972 között az OMIKK-ban dolgozott a Tudományos és Műszaki Tájékoztatás című folyóirat szerkesztőjeként. 1971–1986 között a Budapesti Műszaki és Gazdaságtudományi Egyetem Központi Könyvtárának Gyarapítási osztálya osztályvezetője volt. 1972–1992 között a Műszaki Egyetemi Könyvtáros című lap szerkesztőbizottsági tagja volt. 1986–1988 között a Budapesti Műszaki és Gazdaságtudományi Egyetem Központi Könyvtár igazgató-helyettese, 1988–1991 között főigazgató-helyettese volt. 1992-ben nyugdíjba vonult.

### Munkássága
A könyvtáros szakma kiemelkedő egyénisége, a műszaki könyvtárak ügyének értő képviselője volt. Részt vett a könyvtárosok képzésében, szakirodalmi tevékenységet folytatott, széles körű nemzetközi kapcsolatokat ápolt. Aktívan foglalkozott a könyvtárfejlesztés- és gépesítés minden területével. A könyvtár 1991-ben nyitotta meg új, szabadpolcos olvasótermét, s az ott elhelyezett gyűjtemény szakrendi csoportjainak kialakítása is az ő munkája. Fontos része volt az Aleph automatizált könyvtári rendszer kölcsönzési moduljának egyidejű bevezetésében is. Az Európai műszaki egyetemek szakosítási rendje című sorozatot szerkesztette, válogatta, és gyűjtötte hozzá a cikkeket.
Első osztályú műkorcsolyázó volt, részt vett többek között a IX. Téli Főiskolai Világbajnokságon. Sportolói pályafutása után európai és világversenyeken bíróként tevékenykedett.

## Művei
- Speciális műszaki kiadványfajták a könyvtári gyakorlatban (1964)
- A magyar műszaki egyetemeken elfogadott doktori disszertációk jegyzéke (1964)
- Szovjetunió (1967)
- Olaszország (1969)
- Ausztria (1976)
- Svájc (1980)
- Német Szövetségi Köztársaság (1984, 1986)

## Díjai
- Rektori Dícséret
- Művelődési Miniszteri Dicséret
- Szinnyei József-díj (1992)[7]